# NBA G League
La NBA G League, conocida como National Basketball Association Development League hasta la temporada 2017-18, es la liga menor de baloncesto desarrollo promocionada y organizada por la NBA. Conocida hasta el verano de 2005 como National Basketball Development League o NBDL, la D-League se componía de ocho equipos. En marzo de 2005, el comisionado de la NBA David Stern anunció un plan de expansión de la D-League hasta 15 equipos y desarrollarla como una verdadera liga menor que sirviera de cantera, con dos equipos NBA como propietarios de cada uno de la D-League. Actualmente hay 31 equipos, con la incorporación en 2016 de Greensboro Swarm, Long Island Nets, Windy City Bulls y de Agua Caliente Clippers, los nuevos Erie BayHawks, los Memphis Hustle y los Wisconsin Herd en 2017. Los Capitanes de Ciudad de México son los únicos que no tienen filial en la NBA.

## Historia
La liga se comenzó a jugar con el nombre de NBDL en la temporada 2001-2002; las ocho franquicias pioneras de la competición estaban situadas en el sudeste de los Estados Unidos (concretamente en Virginia, Carolina del Norte, Carolina del Sur, Alabama, y Georgia). Algunos de estos equipos fueron adquiridos por empresarios y fueron trasladados a otros lugares, mientras que al mismo tiempo la liga cambiaba su nombre y organización en verano de 2005, en un intento para hacerla más conocida y aumentar el número de seguidores. Como resultado, las franquicias se establecieron o trasladaron a Texas, Nuevo México, Arkansas, Florida y Oklahoma. En 2006, parece que la D-League está tomando una dirección encaminada a la expansión y divulgación por todo el territorio estadounidense; en febrero se anunció la entrada de Bakersfield Jam, siendo el primer equipo de California. Dos meses después, la liga anunció que 4 equipos de la CBA se unían a la competición: Dakota Wizards, Sioux Falls Skyforce, Idaho Stampede, y un nuevo equipo de la CBA que finalmente optó por participar en la D-League, los Colorado 14ers. Pocos días más tarde la liga anunció que se había adjudicado una nueva franquicia a la ciudad californiana de Anaheim. Una semana después de este anuncio, se publicó que otra franquicia había sido adquirida por Los Angeles Lakers, convirtiéndose así en el primer equipo NBA en ser propietario de uno de la D-League. La expansión hacia el oeste ha provocado la desaparición de los Roanoke Dazzle y los Fayetteville Patriots. Además los Florida Flame han suspendido su participación en la próxima temporada por no encontrar un pabellón donde jugar, sin saberse cuándo podrán volver a la liga.
En 2007 aparecieron 4 equipos nuevos, mientras otros dos cesaron sus actividades. Los nuevos fueron: Fort Wayne Mad Ants, Iowa Energy, Rio Grande Valley Vipers y Utah Flash, mientras cesaron Arkansas RimRockers y Fort Worth Flyers.
Muchos jugadores elegidos en el Draft NBA y jugadores "cortados" participaron en la temporada inaugural del campeonato. Pronto, los equipos de la NBA empezaron a fichar a los jugadores más destacados de la NBDL. Algunos de estos jugadores importantes que ahora triunfan en la NBA son Rafer Alston (Houston Rockets), Chris Andersen, Devin Brown y Bobby Simmons (Milwaukee Bucks).
En la temporada 2009-2010 la D-League se expande con la aparición de los Maine Red Claws y el cambio de ciudad de los Anaheim Arsenal hacia Springfield, donde jugarán con el nombre de Springfield Armor.
En 2019 Adam Silver junto con directivos de Capitanes anunciaron la integración del equipo a la liga, participando a partir de la temporada 21-22 debido a la pandemia.

### Nombre
- National Basketball Development League (2001–2005)
- NBA Development League (2005–2017)
- NBA G League (2017–presente)

## Límite salarial
El límite salarial de los equipos es de 178 000 dólares estadounidenses en caso de que superen este tope, deberán pagar 1 dólar más por cada dólar que se hayan excedido del límite. Los jugadores tienen tres tipos de salarios, A (13 000), B (19 000) y C (25 500), los cuales son anuales, es decir, solo firman por una temporada en la D-League.
Aunque si bien un equipo NBA puede firmar a cualquier jugador de la liga sin pagar nada al respecto más allá de su salario, aun estando en vigor su salario, un equipo de otra liga no, sino que deberá pagar 40 000, 45 000 o 50 000 en concepto de "buy out" dependiendo del tipo de salario del jugador.

## Equipos y sus afiliados de la NBA
| Equipo                        | Ciudad                         | Pod              | Pabellón                     | Capacidad        | Fundado          | Unión            | Entrenador          | Afiliado NBA           |
| Conferencia Este              | Conferencia Este               | Conferencia Este | Conferencia Este             | Conferencia Este | Conferencia Este | Conferencia Este | Conferencia Este    | Conferencia Este       |
| ----------------------------- | ------------------------------ | ---------------- | ---------------------------- | ---------------- | ---------------- | ---------------- | ------------------- | ---------------------- |
| Birmingham Squadron           | Birmingham, Alabama            | South            | Legacy Arena                 | 17,654           | 2019             | 2019             | T.J. Saint          | New Orleans Pelicans   |
| Capital City Go-Go            | Washington D. C.               | East             | CareFirst Arena              | 4,200            | 2018             | 2018             | Cody Toppert        | Washington Wizards     |
| Cleveland Charge              | Cleveland, Ohio                | Central          | Public Hall                  | 10,000           | 2001             | 2001             | Mike Gerrity        | Cleveland Cavaliers    |
| College Park Skyhawks         | College Park, Georgia          | East             | Gateway Center Arena         | 3,500            | 2017             | 2017             | Ryan Schmidt        | Atlanta Hawks          |
| Delaware Blue Coats           | Wilmington, Delaware           | East             | Chase Fieldhouse             | 2,500            | 2007             | 2007             | Mike Longabardi     | Philadelphia 76ers     |
| Grand Rapids Gold             | Grand Rapids, Míchigan         | Central          | Van Andel Arena              | 11,500           | 2006             | 2006             | Andre Miller        | Denver Nuggets         |
| Greensboro Swarm              | Greensboro, Carolina del Norte | South            | Novant Health Fieldhouse     | 2,500            | 2016             | 2016             | D.J. Bakker         | Charlotte Hornets      |
| Long Island Nets              | Uniondale, Nueva York          | East             | Nassau Coliseum              | 13,500           | 2016             | 2016             | Mfon Udofia         | Brooklyn Nets          |
| Maine Celtics                 | Portland, Maine                | East             | Portland Exposition Building | 3,100            | 2009             | 2009             | Tyler Lashbrook     | Boston Celtics         |
| Motor City Cruise             | Detroit, Míchigan              | Central          | Wayne State Fieldhouse       | 3,000            | 2003             | 2006             | Jamelle McMillan    | Detroit Pistons        |
| Noblesville Boom              | Noblesville, Indiana           | Central          | The Arena at Innovation Mile | 3,400            | 2007             | 2007             | Tom Hankins         | Indiana Pacers         |
| Osceola Magic                 | Kissimmee, Florida             | South            | Silver Spurs Arena           | 8,000            | 2008             | 2008             | Dylan Murphy        | Orlando Magic          |
| Raptors 905                   | Mississauga, Ontario           | East             | Paramount Fine Foods Centre  | 5,000            | 2015             | 2015             | Drew Jones          | Toronto Raptors        |
| Westchester Knicks            | White Plains, Nueva York       | East             | Westchester County Center    | 5,000            | 2014             | 2014             | DeSagana Diop       | New York Knicks        |
| Windy City Bulls              | Hoffman Estates, Illinois      | Central          | Now Arena                    | 10,000           | 2016             | 2016             | William Donovan III | Chicago Bulls          |
| Wisconsin Herd                | Oshkosh, Wisconsin             | Central          | Oshkosh Arena                | 3,500            | 2017             | 2017             | Beno Udrih          | Milwaukee Bucks        |
| Conferencia Oeste             |                                |                  |                              |                  |                  |                  |                     |                        |
| Austin Spurs                  | Cedar Park, Texas              | South            | H-E-B Center at Cedar Park   | 7,200            | 2001             | 2001             | Scott King          | San Antonio Spurs      |
| Capitanes de Ciudad de México | Ciudad de México, México       | South            | Arena Ciudad de México       | 22,300           | 2017             | 2021             | Ramón Díaz Sánchez  | Ninguno                |
| Iowa Wolves                   | Des Moines, Iowa               | Central          | Wells Fargo Arena            | 16,110           | 2007             | 2007             | Ernest Scott        | Minnesota Timberwolves |
| Memphis Hustle                | Southaven, Misisipi            | South            | Landers Center               | 8,362            | 2017             | 2017             | Jason March         | Memphis Grizzlies      |
| Oklahoma City Blue            | Oklahoma City, Oklahoma        | West             | Paycom Center                | 18,203           | 2001             | 2001             | Kameron Woods       | Oklahoma City Thunder  |
| San Diego Clippers            | Oceanside, California          | West             | Frontwave Arena              | 7,500            | 2017             | 2017             | Paul Hewitt         | Los Angeles Clippers   |
| Rio Grande Valley Vipers      | Edinburg, Texas                | South            | Bert Ogden Arena             | 9,000            | 2007             | 2007             | Joseph Blair        | Houston Rockets        |
| Rip City Remix                | Portland, Oregón               | West             | Chiles Center                | 4,852            | 2023             | 2023             | Sergi Oliva         | Portland Trail Blazers |
| Salt Lake City Stars          | West Valley City, Utah         | West             | Maverik Center               | 12,500           | 1997             | 2006             | Steve Wojciechowski | Utah Jazz              |
| Santa Cruz Warriors           | Santa Cruz, California         | West             | Kaiser Permanente Arena      | 2,505            | 1995             | 2006             | Nick Kerr           | Golden State Warriors  |
| Sioux Falls Skyforce          | Sioux Falls, Dakota del Sur    | Central          | Sanford Pentagon             | 3,250            | 1989             | 2006             | Dan Bisaccio        | Miami Heat             |
| South Bay Lakers              | El Segundo, California         | West             | UCLA Health Training Center  | 750              | 2006             | 2006             | Zach Guthrie        | Los Angeles Lakers     |
| Stockton Kings                | Stockton, California           | West             | Adventist Health Arena       | 11,193           | 2008             | 2008             | Quinton Crawford    | Sacramento Kings       |
| Texas Legends                 | Frisco, Texas                  | South            | Comerica Center              | 4,500            | 2006             | 2006             | Jordan Sears        | Dallas Mavericks       |
| Valley Suns                   | Phoenix, Arizona               | TBD              | Mullett Arena                | 5,000            | 2024             | 2024             | John Little         | Phoenix Suns           |

### Equipos desaparecidos
| Equipo                                | Ciudad                           | Años en activo | Antiguos afiliados NBA | Notas                                                                         |
| ------------------------------------- | -------------------------------- | -------------- | --- | ----------------------------------------------------------------------------- |
| Albuquerque / New Mexico Thunderbirds | Albuquerque, Nuevo México        | 2005–2011      | Cleveland Cavaliers, Dallas Mavericks, Indiana Pacers, Miami Heat, New Orleans Hornets, Orlando Magic, Philadelphia 76ers, Phoenix Suns, Sacramento Kings, Seattle SuperSonics, Utah Jazz | Se convirtió en Canton Charge                                                 |
| Anaheim Arsenal                       | Anaheim, California              | 2006–2009      | Atlanta Hawks, Los Angeles Clippers, Orlando Magic, Portland Trail Blazers | Se convirtió en Springfield Armor                                             |
| Arkansas RimRockers                   | Little Rock, Arkansas            | 2004–2007      | Atlanta Hawks, Cleveland Cavaliers, Memphis Grizzlies, Miami Heat, Toronto Raptors | Retirado por los propietarios                                                 |
| Asheville Altitude                    | Asheville, North Carolina        | 2001–2005      | Ninguno | Se convirtió en Tulsa 66ers                                                   |
| Bakersfield Jam                       | Bakersfield, California          | 2006–2016      | Atlanta Hawks, Golden State Warriors, Los Angeles Clippers, Los Angeles Lakers, Orlando Magic, Phoenix Suns, Sacramento Kings, Toronto Raptors, Utah Jazz                                 | Se convirtió en Northern Arizona Suns                                         |
| (North) Charleston Lowgators          | Charleston, Carolina del Sur     | 2001–2004      | Ninguno | Se convirtió en Florida Flame                                                 |
| Colorado 14ers                        | Broomfield, Colorado             | 2006–2009      | Denver Nuggets, New Jersey Nets, Toronto Raptors | Se convirtió en Texas Legends                                                 |
| Columbus Riverdragons                 | Columbus, Georgia                | 2001–2005      | Ninguno | Se convirtió en Austin Toros                                                  |
| Dakota Wizards                        | Bismarck, Dakota del Norte       | 2006–2012      | Chicago Bulls, Golden State Warriors, Memphis Grizzlies, Washington Wizards | Se convirtió en Santa Cruz Warriors                                           |
| Fayetteville Patriots                 | Fayetteville, Carolina del Norte | 2001–2006      | Charlotte Bobcats, Detroit Pistons, New York Knicks | Retirado por la liga                                                          |
| Florida Flame                         | Fort Myers, Florida              | 2001–2007      | Boston Celtics, Miami Heat, Orlando Magic, Minnesota Timberwolves | Retirado por los propietarios                                                 |
| Fort Wayne Mad Ants                   | Fort Wayne, Indiana              | 2007–2023      | Indiana Pacers | Se convirtió en Indiana Mad Ants                                              |
| Fort Worth Flyers                     | Fort Worth, Texas                | 2005–2007      | Charlotte Bobcats, Dallas Mavericks, Golden State Warriors, Los Angeles Lakers, Philadelphia 76ers, Portland Trail Blazers                                                                | Retirado por los propietarios                                                 |
| G League Ignite                       | Henderson, Nevada                | 2020–2024      | Ninguno | Retirado por la liga                                                          |
| Greenville Groove                     | Greenville, Carolina del Sur     | 2001–2003      | Ninguno | Retirado por la liga                                                          |
| Huntsville Flight                     | Huntsville, Alabama              | 2001–2005      | Ninguno | Se convirtió en Albuquerque Thunderbirds                                      |
| Idaho Stampede                        | Boise, Idaho                     | 2006–2016      | Denver Nuggets, Portland Trail Blazers, Seattle SuperSonics, Toronto Raptors, Utah Jazz                                                                                                   | Se convirtió en Salt Lake City Stars                                          |
| Indiana Mad Ants                      | Indianápolis, Indiana            | 2023–2025      | Indiana Pacers | Se convirtió en Noblesville Boom                                              |
| Mobile Revelers                       | Mobile, Alabama                  | 2001–2003      | Ninguno | Retirado por la liga                                                          |
| Reno Bighorns                         | Reno, Nevada                     | 2008–2018      | Atlanta Hawks, Golden State Warriors, Memphis Grizzlies, New York Knicks, Orlando Magic, Sacramento Kings, Utah Jazz                                                                      | Se convirtió en Stockton Kings                                                |
| Roanoke Dazzle                        | Roanoke, Virginia                | 2001–2006      | New Jersey Nets, Philadelphia 76ers, Washington Wizards | Retirado por la liga                                                          |
| Springfield Armor                     | Springfield, Massachusetts       | 2009–2014      | New Jersey/Brooklyn Nets, New York Knicks, Philadelphia 76ers | Se convirtió en Grand Rapids Drive                                            |
| Utah Flash                            | Orem, Utah                       | 2007–2011      | Atlanta Hawks, Boston Celtics, Utah Jazz | Se convirtió en Delaware 87ers; más tarde renombrado como Delaware Blue Coats |

## Campeones
| Temporada | Campeón                                                      | Resultado                                                    | Subcampeón                                                   |
| --------- | ------------------------------------------------------------ | ------------------------------------------------------------ | ------------------------------------------------------------ |
| 2001-02   | Greenville Groove                                            | 2-0                                                          | North Charleston Lowgators                                   |
| 2002-03   | Mobile Revelers                                              | 2-1                                                          | Fayetteville Patriots                                        |
| 2003-04   | Asheville Altitude                                           | 108-106 (Pr.)                                                | Huntsville Flight                                            |
| 2004-05   | Asheville Altitude                                           | 90-67                                                        | Columbus Riverdragons                                        |
| 2005-06   | Albuquerque Thunderbirds                                     | 119-108                                                      | Fort Worth Flyers                                            |
| 2006-07   | Dakota Wizards                                               | 129-121 (Pr.)                                                | Colorado 14ers                                               |
| 2007-08   | Idaho Stampede                                               | 2-1                                                          | Austin Toros                                                 |
| 2008-09   | Colorado 14ers                                               | 2-0                                                          | Utah Flash                                                   |
| 2009-10   | Rio Grande Valley Vipers                                     | 2-0                                                          | Tulsa 66ers                                                  |
| 2010-11   | Iowa Energy                                                  | 2-1                                                          | Rio Grande Valley Vipers                                     |
| 2011-12   | Austin Toros                                                 | 2-1                                                          | Los Angeles D-Fenders                                        |
| 2012-13   | Rio Grande Valley Vipers                                     | 2-0                                                          | Santa Cruz Warriors                                          |
| 2013-14   | Fort Wayne Mad Ants                                          | 2-0                                                          | Santa Cruz Warriors                                          |
| 2014-15   | Santa Cruz Warriors                                          | 2-0                                                          | Fort Wayne Mad Ants                                          |
| 2015-16   | Sioux Falls Skyforce                                         | 2-1                                                          | Los Angeles D-Fenders                                        |
| 2016-17   | Raptors 905                                                  | 2-1                                                          | Rio Grande Valley Vipers                                     |
| 2017-18   | Austin Spurs                                                 | 2-0                                                          | Raptors 905                                                  |
| 2018-19   | Rio Grande Valley Vipers                                     | 2-1                                                          | Long Island Nets                                             |
| 2019-20   | Suspendida por la Pandemia de COVID-19 en los Estados Unidos | Suspendida por la Pandemia de COVID-19 en los Estados Unidos | Suspendida por la Pandemia de COVID-19 en los Estados Unidos |
| 2020-21   | Lakeland Magic                                               | 97-78                                                        | Delaware Blue Coats                                          |
| 2021-22   | Rio Grande Valley Vipers                                     | 2-0                                                          | Delaware Blue Coats                                          |
| 2022-23   | Delaware Blue Coats                                          | 2-0                                                          | Rio Grande Valley Vipers                                     |
| 2023-24   | Oklahoma City Blue                                           | 2-1                                                          | Maine Celtics                                                |
| 2024-25   | Stockton Kings                                               | 2-1                                                          | Osceola Magic                                                |

1. ↑  Se disputó la final a partido único.

### Campeones del Winter Showcase
| Año  | Campeón                                        | Resultado                                      | Finalista                                      | Localización                                   |
| ---- | ---------------------------------------------- | ---------------------------------------------- | ---------------------------------------------- | ---------------------------------------------- |
| 2019 | Salt Lake City Stars (UTA)                     | 91–88                                          | Grand Rapids Drive (DET)                       | Las Vegas, NV                                  |
| 2020 | No se disputó debido a la pandemia de COVID-19 | No se disputó debido a la pandemia de COVID-19 | No se disputó debido a la pandemia de COVID-19 | No se disputó debido a la pandemia de COVID-19 |
| 2021 | Delaware Blue Coats (PHI)                      | 104–96                                         | Oklahoma City Blue (OKC)                       | Las Vegas, NV                                  |
| 2022 | Ontario Clippers (LAC)                         | 99–97                                          | Windy City Bulls (CHI)                         | Las Vegas, NV                                  |
| 2023 | Westchester Knicks (NYK)                       | 107–99                                         | Indiana Mad Ants (IND)                         | Orlando, FL                                    |
| 2024 | Westchester Knicks (NYK)                       | 125–119                                        | Sioux Falls Skyforce (MIA)                     | Orlando, FL                                    |

## Premios

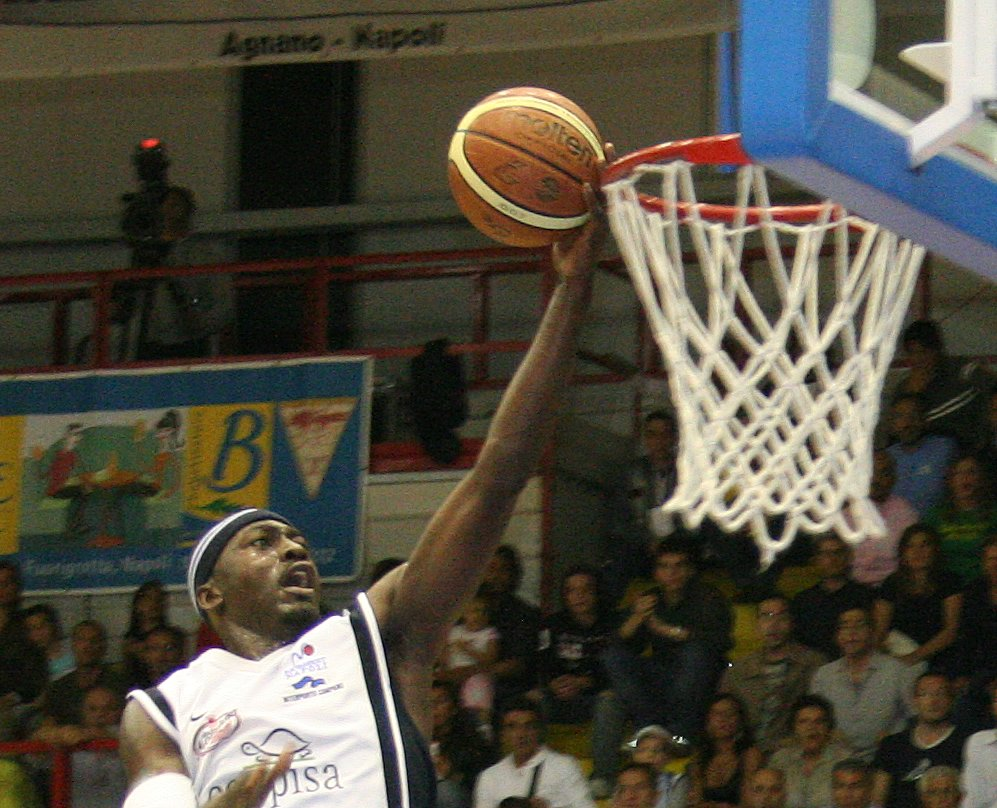
Ansu Sesay, de los Greenville Groove fue el primer MVP de la historia de la competición.

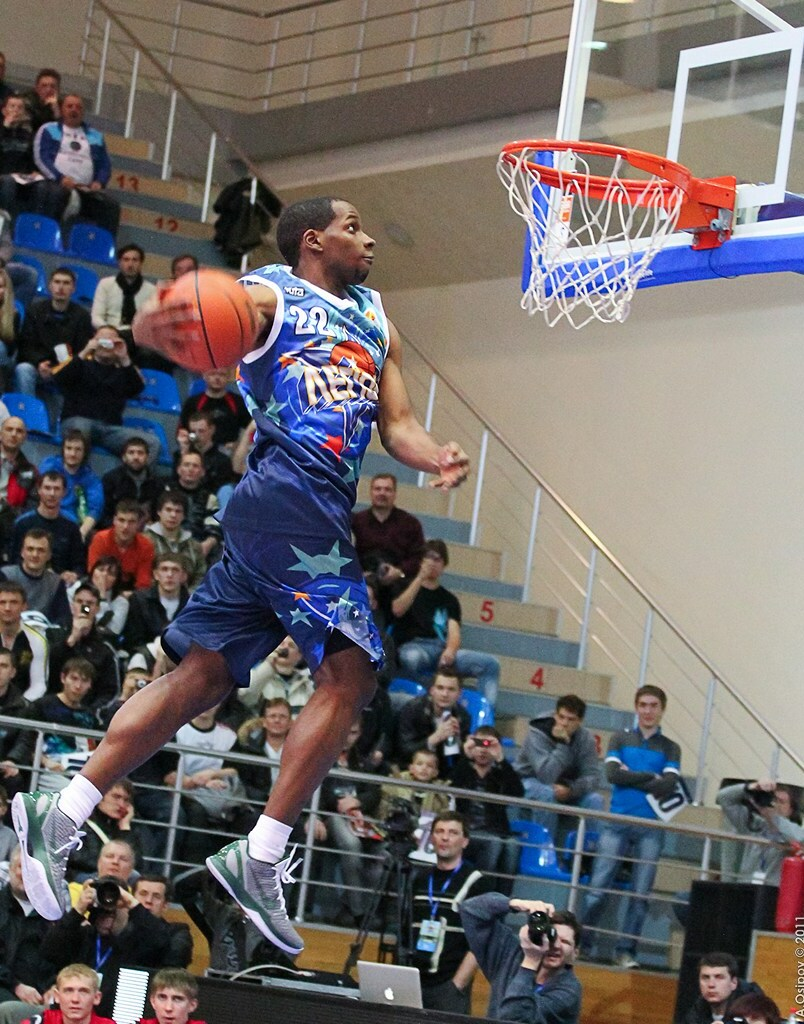
Derrick Zimmerman, mejor defensor del año de las temporadas 2004/05 y 2005/06

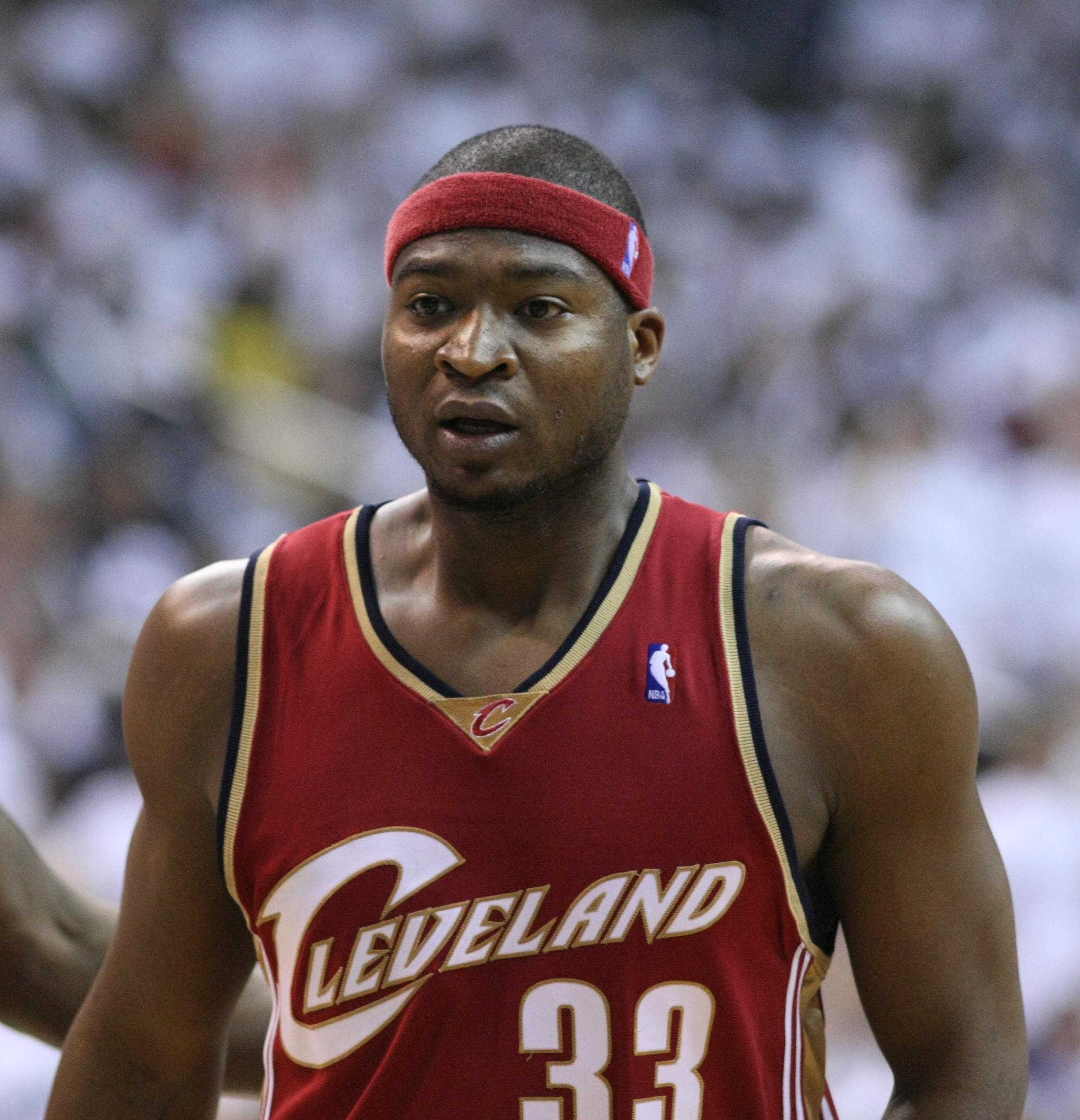
Devin Brown, rookie del año 2003

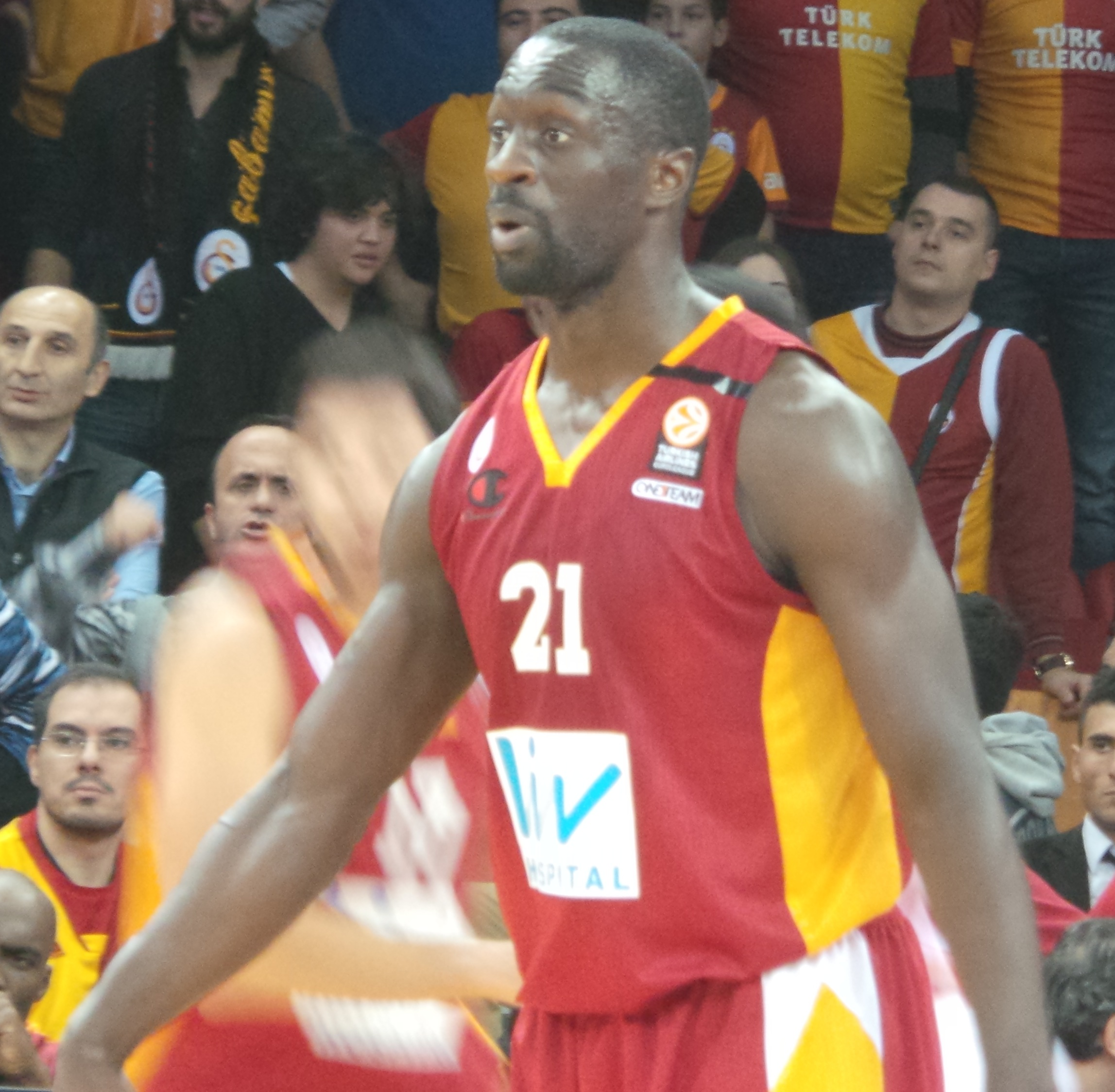
Pops Mensah-Bonsu, el primer ganador.

- MVP de la temporada creado en 2001–02
- MVP de las Finales creado en 2014–15
- MVP del All-Star creado en 2006–07
- Mejor defensor de la G League creado en 2001–02
- Rookie del año de la G League creado en 2001–02
- Jugador de más impacto de la G League creado en 2007–08
- Jugador más mejorado de la G League creado en 2009–10
- Ejecutivo del año de la G League creado en 2009–10
- Entrenador del año de la G League creado en 2006–07
- Jugador más deportivo (Premio Jason Collier) creado en 2001–02

| Temp.   | MVP de la temporada                                         | Mejor defensor                                                      | Rookie del año                             | MVP del AllStar                                        |
| ------- | ----------------------------------------------------------- | ------------------------------------------------------------------- | ------------------------------------------ | ------------------------------------------------------ |
| 2001-02 | Ansu Sesay, Greenville Groove                               | Jeff Myers, Greenville Groove                                       | Fred House, North Charleston Lowgators     | No se concedió                                         |
| 2002-03 | Devin Brown, Fayetteville Patriots                          | Mikki Moore, Roanoke Dazzle                                         | Devin Brown, Fayetteville Patriots         | No se concedió                                         |
| 2003-04 | Tierre Brown, Charleston Lowgators                          | Karim Shabazz, North Charleston Lowgators                           | Desmond Penigar, Asheville Altitude        | No se concedió                                         |
| 2004-05 | Matt Carroll, Roanoke Dazzle                                | Derrick Zimmerman, Columbus Riverdragons                            | James Thomas, Roanoke Dazzle               | No se concedió                                         |
| 2005-06 | Marcus Fizer, Austin Toros                                  | Derrick Zimmerman, Austin Toros                                     | Will Bynum, Roanoke Dazzle                 | No se concedió                                         |
| 2006-07 | Randy Livingston, Idaho Stampede                            | Renaldo Major, Dakota Wizards                                       | Louis Amundson, Colorado 14ers             | Pops Mensah-Bonsu, Fort Worth Flyers                   |
| 2007-08 | Kasib Powell, Sioux Falls Skyforce                          | Mouhamed Sene, Idaho Stampede Stephane Lasme, Los Angeles D-Fenders | Blake Ahearn, Dakota Wizards               | Jeremy Richardson, Fort Wayne Mad Ants                 |
| 2008-09 | Courtney Sims, Iowa Energy                                  | Brent Petway, Idaho Stampede                                        | Othyus Jeffers, Iowa Energy                | Courtney Sims Iowa Energy Blake Ahearn, Dakota Wizards |
| 2009-10 | Mike Harris, Rio Grande Valley Vipers                       | Greg Stiemsma, Sioux Falls Skyforce                                 | Alonzo Gee, Austin Toros                   | Brian Butch, Bakersfield Jam                           |
| 2010-11 | Curtis Stinson, Iowa Energy                                 | Chris Johnson, Dakota Wizards                                       | DeShawn Sims, Maine Red Claws              | Courtney Sims, Iowa Energy                             |
| 2011-12 | Justin Dentmon, Austin Toros                                | Stefhon Hannah, Dakota Wizards                                      | Edwin Ubiles, Dakota Wizards               | Gerald Green, Los Angeles D-Fenders                    |
| 2012-13 | Andrew Goudelock, Rio Grande Valley Vipers                  | Stefhon Hannah, Santa Cruz Warriors                                 | Tony Mitchell, Fort Wayne Mad Ants         | Travis Leslie, Santa Cruz Warriors                     |
| 2013-14 | Ron Howard, Fort Wayne Mad Ants Othyus Jeffers, Iowa Energy | DeAndre Liggins, Sioux Falls Skyforce                               | Robert Covington, Rio Grande Valley Vipers | Robert Covington, Rio Grande Valley Vipers             |
| 2014-15 | Tim Frazier, Maine Red Claws                                | Aaron Craft, Santa Cruz Warriors                                    | Tim Frazier, Maine Red Claws               | Andre Emmett, Fort Wayne Mad Ants                      |
| 2015-16 | Jarnell Stokes, Sioux Falls Skyforce                        | DeAndre Liggins, Sioux Falls Skyforce                               | Quinn Cook, Canton Charge                  | Jimmer Fredette, Westchester Knicks                    |
| 2016-17 | Vander Blue, Los Angeles D-Fenders                          | Walter Tavares, Raptors 905                                         | Abdel Nader, Maine Red Claws               | Quinn Cook, Canton Charge                              |
| 2017-18 | Lorenzo Brown, Raptors 905                                  | Landry Nnoko, Grand Rapids Drive                                    | Antonio Blakeney, Windy City Bulls         | No se concedió                                         |
| 2018-19 | Chris Boucher, Raptors 905                                  | Chris Boucher, Raptors 905                                          | Ángel Delgado, Agua Caliente Clippers      | No se concedió                                         |
| 2019-20 | Frank Mason III, Wisconsin Herd                             | Christ Koumadje, Delaware Blue Coats                                | Tremont Waters, Maine Red Claws            | No se disputó                                          |
| 2020-21 | Paul Reed, Delaware Blue Coats                              | Gary Payton II, Raptors 905                                         | Paul Reed, Delaware Blue Coats             | No se disputó                                          |
| 2021-22 | Trevelin Queen, Rio Grande Valley Vipers                    | Shaquille Harrison, Delaware Blue Coats                             | Mac McClung, South Bay Lakers              | No se disputó                                          |
| 2022-23 | Carlik Jones, Windy City Bulls                              | James Huff, Capital City Go-Go                                      | Kenny Lofton, Jr., Memphis Hustle          | No se disputó                                          |
| 2023-24 | Mac McClung, Osceola Magic                                  | Shaquille Harrison, South Bay Lakers                                | Oscar Tshiebwe, Indiana Mad Ants           | No se disputó                                          |
| 2024-25 | JD Davison, Maine Celtics                                   | Braxton Key, Santa Cruz Warriors                                    | Trey Alexander, Grand Rapids Gold          | No se disputó                                          |

### Mejores quintetos
- Mejor quinteto de la NBA Development League
- Mejor quinteto de rookies de la NBA Development League
- Mejor quinteto defensivo de la NBA Development League

### Premios periódicos
- Jugador de la semana de la G League
- Jugador del mes de la G League